# Centrul Academic Internațional Eminescu
Centrul Academic Internațional „Mihai Eminescu” (prin acronimare CAIME) este o filială specializată a Bibliotecii Municipale „B.P. Hasdeu”, amplasată în sectorul Botanica, Chișinău. S-a deschis la 13 ianuarie 2000, la aniversarea a 150-a de la nașterea lui Mihai Eminescu. Unul dintre inițiatorii deschiderii acestei instituții a fost academicianul Mihai Cimpoi, în prezent director onorific al Centrului. 
CAIME este o instituție de cultură cu profil științific și biblioteconomic, care asigură acces la opera lui Mihai Eminescu, în același timp valorificând și promovând opera, viața și activitatea lui prin acțiuni de cercetare și manifestări culturale.
Colecția „Eminesciana” include peste 29 713 de documente: 
- o colecție reprezentativă de documente eminesciene (1000 de exemplare), donate de academicianul Mihai Cimpoi: Ediția Perpessicius, colecția Eminesciana, monografii, volume de dedicații lirice;
- cărți vechi și rare: Almanahul societății academice social-literare „România jună”, editat la Viena în 1883; ediția în care a fost publicat pentru prima dată poemul Luceafărul; G. Călinescu, Opera lui Mihai Eminescu: Analize. Eminescu în timp și spațiu, anul ediției 1936; poezii semnate de Mihai Eminescu și traduse în limba germană, volum tipărit în 1909; Eminescu, Mihail. Cezara. Sărmanul Dionis, 1916; Eminescu, Mihail. Probleme și analize filozofice, 1924; Mihail Eminescu. Poezii (cu 12 acuarele-facsimile și numeroase desene de A. Murnu, 1928);
- manuscrisele Mihai Eminescu: 38 de volume și 16 000 de pagini de poezie, proză, dramaturgie, jurnalism, traduceri și corespondență;
- timbre, medalii, cărți poștale, plicuri;
- lucrări grafice și tablouri semnate de pictori notorii (Eleonora Romanescu, Ion Daghi, Valentina Brâncoveanu, Mihai Mireanu, Cezar Secrieru, Iurie Brașoveanu, Valeriu Jabinschi, Ion Jabinschi, Anatolie Gherasimov și alții).
- cărți cu autografe (1500), donate de notorietăți care au tangențe cu opera lui Mihai Eminescu: eminescologi, traducători, critici literari, poeți, scriitori, artiști plastici, sculptori, colecționari și admiratori.

Academia de Științe a Moldovei în colaborare cu Institutul Cultural Român „Mihai Eminescu” și CAIME organizează anual Congresul Mondial al Eminescologilor în zilele 1-4 septembrie, având ca obiectiv cercetarea, promovarea operei și personalității lui Mihai Eminescu. Pe parcursul primelor șase ediții au participat scriitori, traducători și eminescologi din România, Italia, China, Turcia, Albania, Franța, Chile, Bulgaria, Ucraina, Rusia. 
Sub egida Centrului Academic Internațional „Mihai Eminescu” apare ziarul „Ecoul Eminescu” și buletinul „Mihai Eminescu”. Ziarul „Ecoul Eminescu” apare lunar din anul 2004. În ziar sunt publicate impresiile despre activitățile desfășurate pe parcursul anului, părerile celor care au organizat sau au participat la diverse activități culturale organizate. 
Buletinul „Mihai Eminescu” a fost fondat în anul 2001 cu scopul valorificării și promovării operei și personalității lui Mihai Eminescu prin cercetările eminescologice ale criticilor și istoricilor literari, precum și ale studenților filologi.